# سفارة إسبانيا في بولندا
سفارة إسبانيا في بولندا هي أرفع تمثيل دبلوماسي لدولة إسبانيا لدى بولندا. تقع السفارة في وهي تهدف لتعزيز المصالح الإسبانية في بولندا.

## وصلات خارجية
- الموقع الرسمي
- قائمة سفارات إسبانيا
- قائمة السفارات في بولندا